# Miuraea degenerans
Miuraea degenerans är en svampart som först beskrevs av Syd. & P. Syd., och fick sitt nu gällande namn av Kanesuke Hara 1948. Miuraea degenerans ingår i släktet Miuraea och familjen Mycosphaerellaceae.   Inga underarter finns listade i Catalogue of Life.